# مطار ربك
مطار ربك (إياتا: KST، إيكاو: HSKI) هو مطارٌ كان يخدم مدينتي كوستي وربك في ولاية النيل الأبيض بالسودان، ولكنَّ المدرجات قد أصبحت مليئة بالمباني السكنية.